# 뷰티박스
뷰티박스(영어: Beauty Box, BB)는 대한민국의 다국적 4인조 걸그룹이다.  
아시아를 대상으로 언택트 오디션를 통하여 멤버가 구성되었고, 멤버는 한국인 3명, 인도네시아인 1명, 으로 이루어져 있으며, 2021년 6월 21일 유튜브에서 처음 공개하였다. 
2021년 9월 23일 데뷔앨범 [Beyond of BB]로 데뷔했다.

## 구성원
| 이름 | 소개 |
| ---- | --- |
| 가현 | - 영어명 : GAHYUN - 국적: 대한민국 - 포지션 : 리더, 보컬 - 공식 숫자 : 3 - 수식어 : 보조개 - 활동기간 : 2021년 ~ 현재      |
| 비아 | - 영어명 : VIA - 국적: 인도네시아 - 포지션 : 보컬,랩퍼 - 공식 숫자 : 13 - 수식어 : - 활동기간 : 2023년 ~ 현재              |
| 채은 | - 영어명 : CHAE EUN - 국적: 대한민국 - 포지션 : 랩퍼,보컬 - 공식 숫자 : 17 - 수식어 : 민기린 - 활동기간 : 2023년 ~ 현재    |
| 소리 | - 영어명 : SORI - 국적: 대한민국 - 포지션 : 메인보컬 - 공식 숫자 : 10 - 수식어 : 뷰티박스목소리 - 활동기간 : 2021년 ~ 현재 |

## 수상

### 시상식
- 2022년 1월 24일 《2022 대한민국 모델 대상》에서 《신인 한류 스타상》 수상[3]
- 2022년 12월 14일   《2022한류문화대상시상식》에서 《신인상》 수상